# Last Resort
"Last Resort" (em português:  Último Recurso) é o single de estreia do álbum Infest, lançado pela banda de nu metal Papa Roach em 2000.

## Videoclipe
No videoclipe, a banda se apresenta em uma pista de dança cercada por fãs. Ao longo do vídeo, a câmera dá um zoom em alguns dos fãs perto do palco e mostra eles em depressão. Isso foi principalmente feito para mostrar a vida secreta que as pessoas tinham, e como as pessoas podem não parecer, mas ainda estão deprimidas. Há muitos cartazes da estação de rádio 98 Rock. Esta é a estação de rock de Sacramento, Califórnia, que a banda credita por dar o salto inicial na carreira. Dentro do encarte do álbum Infest tem agradecimentos aos DJs da estação de rádio. Na versão do canal MuchMusic, a palavra "fuck" é completamente removida, sem reposição.

## Covers
- Em 2000, o artista Richard Cheese gravou sua versão para o álbum Lounge Against the Machine.
- Em 2003, o artista "Weird Al" Yankovic gravou sua versão na canção medley "Angry White Boy Polka" do álbum Poodle Hat.
- Em 2010, a banda Lostprophets incorporou o refrão na versão ao vivo deles da canção Rude Boy, originalmente da cantora Rihanna, no BBC Radio 1's Big Weekend.

## Faixas
CD Promo single
| N.º | Título                     | Duração |  |
| 1.  | "Last Resort" (LP Version) | 3:19    |  |
| 2.  | "Dead Cell" (LP Version)   | 3:46    |  |

CD Single - Estados Unidos/Europa
| N.º | Título                         | Duração |  |
| 1.  | "Last Resort" (LP Version)     | 3:19    |  |
| 2.  | "Legacy" (Clean Album Version) | 3:04    |  |

CD Single - Reino Unido
| N.º | Título                                       | Duração |  |
| 1.  | "Last Resort"                                | 3:20    |  |
| 2.  | "Broken Home" (Live Radio 1 Evening Session) | 3:46    |  |
| 3.  | "Dead Cell" (Live Radio 1 Evening Session)   | 3:08    |  |
| 4.  | "Last Resort" (CD-Rom Video)                 | 3:20    |  |

CD Maxi-single - Estados Unidos
| N.º | Título                         | Duração |  |
| 1.  | "Last Resort" (LP Version)     | 3:19    |  |
| 2.  | "Legacy" (Clean Album Version) | 3:04    |  |
| 3.  | "Dead Cell" (Live)             | 3:51    |  |
| 4.  | "Infest" (LP Version)          | 4:08    |  |

CD Maxi-single Edição Limitada - Reino Unido
| N.º | Título                                                      | Duração |  |
| 1.  | "Last Resort" (LP Version)                                  | 3:20    |  |
| 2.  | "Last Resort" (Live Radio 1 Evening Session)                | 3:22    |  |
| 3.  | "Between Angels and Insects" (Live Radio 1 Evening Session) | 4:21    |  |

## Posições nas paradas musicais
| Parada musical (2000)                       | Melhor posição |
| ------------------------------------------- | -------------- |
| Alemanha - Germany Top 100 Singles          | 4              |
| Áustria - Ö3 Austria Top 40                 | 7              |
| Canadá - Canada RPM Rock/Alternative        | 15             |
| Estados Unidos - Alternative Songs          | 1              |
| Estados Unidos - Billboard Hot 100          | 57             |
| Estados Unidos - Hot Mainstream Rock Tracks | 4              |
| Irlanda - IRMA                              | 13             |
| Países Baixos - MegaCharts                  | 32             |
| Reino Unido - UK Singles Chart              | 3              |
| Suíça - Schweizer Hitparade                 | 25             |

| Parada de fim de ano (2000)        | Melhor posição |
| ---------------------------------- | -------------- |
| Alemanha - Germany Top 100 Singles | 35             |

## Certificações
| País            | Certificação | Data | Vendas certificadas |
| --------------- | ------------ | ---- | ------------------- |
| Alemanha - BVMI | Ouro         | 2000 | 250,000             |